# USG People
USG People est une entreprise néerlandaise qui faisait partie de l'indice AMX.
Elle a été créée en 1997 et est basée à Almere.
Elle s'occupe des ressources humaines et du recrutement.